# آنا بیورک کریستانسدوتیر
آنا بیورک کریستانسدوتیر (انگلیسی: Anna Björk Kristjánsdóttir؛ زادهٔ ۱۴ اکتبر ۱۹۸۹) بازیکن فوتبال اهل ایسلند است.
از باشگاه‌هایی که در آن بازی کرده‌است می‌توان به باشگاه فوتبال کیف اوربرو دی‌اف‌اف اشاره کرد.
وی همچنین در تیم ملی فوتبال زنان ایسلند بازی کرده‌است.